# 強烈熱帶風暴塔拉斯 (2011年)
強烈熱帶風暴塔拉斯（英語：Severe Tropical Storm Talas，國際編號：1112）為2011年太平洋颱風季第12個被命名的風暴。
「塔拉斯」一名乃由菲律賓提供，為銳利的意思。

## 發展過程
8月23日14時中央氣象局將此熱帶氣旋標示為TD，聯合颱風警報中心將其評級為MEDIUM。同日晚上11時，聯合颱風警報中心將其評級為High，並發出熱帶氣旋形成警報。
8月25日日本氣象廳將其升格為熱帶風暴，並給予命名塔拉斯及編號1112。直至14時，聯合颱風警報中心尚未承認此為一熱帶風暴，所以並未給予編號。14時，聯合颱風警報中心升格為熱帶風暴，並給予編號15W。
日本氣象廳在8月31日上午9時把塔拉斯升為颱風，而在翌日（9月1日）早上8時，香港天文台亦把塔拉斯升格為颱風。聯合颱風警報中心則沒有將此颱風升格颱風，由於聯合颱風警報中心使用1分鐘平均風速，數據一般較日本氣象廳和香港天文台使用的10分鐘平均風速高，這種日本氣象廳和香港天文台升格為颱風，但聯合颱風警報中心卻未升格的情況相當罕見。但日本氣象廳及香港天文台事後均把這次升級撤銷。
9月2日，香港天文台和日本氣象廳分別降格為強烈熱帶風暴。
9月4日早上8時，香港天文台把塔拉斯降格為熱帶風暴，1小時後日本氣象廳也把塔拉斯降格為熱帶風暴。聯合颱風警報中心將其降格為熱帶低氣壓，並發出最後報告。
其後於日本氣象廳所發佈的最佳路徑中，日本氣象廳把塔拉斯的強度向下修訂為強烈熱帶風暴，接近中心最高持續風速下調為50節，氣壓上調至970hPa。而香港天文台發佈《2011年熱帶氣旋年刊》時，亦把塔拉斯的強度向下修訂為強烈熱帶風暴，接近中心最高持續風速下調為每小時110公里。在2011年中國氣象局熱帶氣旋最佳路徑資料中，塔拉斯的強度被下調至每秒28米，失去颱風的級別。

## 影響

### 日本
| 降雨量 | 降雨量  | 风暴                 | 地点     | 参     |
| 排名   | mm      | 风暴                 | 地点     | 参     |
| ------ | ------- | -------------------- | -------- | ------ |
| 1      | 2781.0  | 1976年台风弗兰       | 德岛县   | [ 6 ]  |
| 2      | >2000.0 | 2004年台风南川       | 那贺郡   | [ 7 ]  |
| 3      | 1805.5  | 2011年热带风暴塔拉斯 | 上北山村 | [ 8 ]  |
| 4      | 1518.9  | 1971年台风奥利夫     | 虾野市   | [ 9 ]  |
| 5      | 1322.0  | 2005年台风彩蝶       | 宫崎县   | [ 10 ] |
| 6      | 1286.0  | 1992年台风肯特       | 奈良县   | [ 11 ] |
| 7      | 1167.0  | 1989年台风朱迪       | 奈良县   | [ 12 ] |
| 8      | 1138.0  | 1983年台风艾比       | 天城山   | [ 13 ] |
| 9      | 1124.0  | 1990年台风弗洛       | 高知县   | [ 14 ] |
| 10     | ~1092.0 | 1971年台风特丽克丝   | 宫崎县   | [ 15 ] |

強烈熱帶風暴塔拉斯在日本造成極嚴重災害。9月3日10時前強烈熱帶風暴塔拉斯登陸高知縣安藝市，經香川縣坂出市進入瀨户內海。同日17時登陸岡山縣玉野市，經鳥取縣東伯郡琴浦町進入日本海。掠過的地區中以紀伊半島的災情最為嚴重，由8月31日下午4時開始多處地區錄得總降雨量超過1800毫米，並引發24000多宗水浸、8宗河水氾濫、30宗道路塌陷、80宗山崩，其中山泥傾瀉更是自二次大戰以來最嚴重，14縣共91宗，共做成78死16失蹤，371棟房屋全毀。
國土交通省統計指2011年水災損失額達9568億日圓，其中強烈熱帶風暴塔拉斯造成的水災損失額佔了超過50%。

## 外部連結
- （英文）聯合颱風警報中心首頁 （页面存档备份，存于）
- （繁體中文）中央氣象局首頁 （页面存档备份，存于）
- （日語）日本氣象廳首頁 （页面存档备份，存于）
- （繁體中文）香港天文台首頁 （页面存档备份，存于）
- （繁體中文）澳門地球物理暨氣象局首頁 （页面存档备份，存于）